# Elgin (Minnesota)
Elgin és una població dels Estats Units a l'estat de Minnesota. Segons el cens del 2000 tenia 826 habitants.

## Demografia
Segons el cens del 2000, Elgin tenia 826 habitants, 321 habitatges, i 215 famílies. La densitat de població era de 490,6 habitants per km².
Dels 321 habitatges en un 40,5% hi vivien nens de menys de 18 anys, en un 50,5% hi vivien parelles casades, en un 12,1% dones solteres, i en un 33% no eren unitats familiars. En el 27,1% dels habitatges hi vivien persones soles l'11,5% de les quals corresponia a persones de 65 anys o més que vivien soles. El nombre mitjà de persones vivint en cada habitatge era de 2,57 i el nombre mitjà de persones que vivien en cada família era de 3,17.
Per edats la població es repartia de la següent manera: un 31,8% tenia menys de 18 anys, un 9,8% entre 18 i 24, un 32,9% entre 25 i 44, un 14,5% de 45 a 60 i un 10,9% 65 anys o més.
L'edat mediana era de 31 anys. Per cada 100 dones de 18 o més anys hi havia 94,1 homes.
La renda mediana per habitatge era de 41.184 $ i la renda mediana per família de 47.917 $. Els homes tenien una renda mediana de 33.000 $ mentre que les dones 22.679 $. La renda per capita de la població era de 18.745 $. Entorn del 3,4% de les famílies i el 5,5% de la població estaven per davall del llindar de pobresa.

## Poblacions més properes
El següent diagrama mostra les poblacions més properes.